# Josef Dapra
Josef Dapra (* 6. Dezember 1921 in Lienz; † 13. September 2018 in Salzburg) war ein österreichischer Fotograf, Theaterautor und Politaktivist. Er lebte und arbeitete in Salzburg.

## Vita
Josef Dapra wurde in Lienz geboren, nach einer Zeit als Soldat im Deutsch-Sowjetischen Krieg und in Kriegsgefangenschaft ging er nach Innsbruck, um dort Psychologie und Geschichte zu studieren. 1960 heiratete er Regine Fischer, sie wohnten in Salzburg/Morzg in einem Haus (2021 abgerissen), das vom Architekten Raimund Abraham errichtet wurde.

## Fotografie
Nach dem Studium in Innsbruck besuchte Josef Dapra die Meisterklasse für Fotografie bei Adolf Lazi in Stuttgart, der ein Vertreter der sogenannten „Neuen Fotografie“ war. Danach arbeitete er als Verlagsfotograf für den Salzburger Residenz Verlag. Josef Dapra ist einer jener Fotografen, die Buchpublikationen als das eigentliche Ziel ihrer Fotografie sehen – im Gegensatz zu denen, die in erster Linie Ausstellungen von Originalprints anstreben.
Schon sehr früh fand er in Karl Paweks exemplarischer Liste „modern“ arbeitender Fotografen Erwähnung.
Der fotografische Nachlass von Josef Dapra befindet sich im FOTOHOF archiv.

## Theater
Josef Dapra fotografierte viel im Theater, u. a. im Burgtheater und bei den Salzburger Festspielen, und es wurden einige Bücher über Theaterproduktionen mit seinen Fotografien publiziert: darunter Bücher mit Rudolf Bayr und Alexander Lernet-Holenia. In späteren Jahren war er Mitgründer der Laientheatergruppe „Die Kleingmainer“, die 2008 mit dem Ferdinand-Eberherr-Preis ausgezeichnet wurde. Später verfasste er auch selbst Theaterstücke, hauptsächlich heitere Volksstücke. Sein Stück „Die Salzburger“ wurde 1979 im Salzburger Landestheater aufgeführt und im Fernsehsender ORF 2 ausgestrahlt.

## Politik
Josef und Regine Dapra engagierten sich in den 1970er und 1980er Jahren mit u. a. Herbert Fux, Johannes Voggenhuber, Richard Hörl und Eckehart Ziesel in der sogenannten „Salzburger Bürgerrevolte“, die zur Gründung der Bürgerliste Salzburg führte.

## Bücher
Josef Dapra produzierte zeitlebens eine große Anzahl an Fotobüchern. Darunter einige gemeinsam mit Karl Heinrich Waggerl, eines mit dem Architekten Raimund Abraham, das als sein fotografisches Hauptwerk angesehen werden kann, und er machte Fotografien für Bildbände zu verschiedenen Themen, darunter vornehmlich: Ansichten von Salzburg (zb. Salzburg. Kur- und Kongress-Stadt, 1957; Salzburg. Stadt und Landschaft, 1980; Salzburg. Von der Schönheit einer Stadt, 1977), Skifahren (zb. Wedeln. Sci Austriaco, 1959; Parallel. Perfekter Skilauf in Österreich, 1959) und Theateraufführungen (zb. Antigone, 1961; Elektra, 1963; Delphischer Apollon. Ein Theaterbuch, 1967).

### Mit R. Abraham
- 1963. Elementare Architektur. Residenz Verlag

### Mit K.H. Waggerl
- 1958. Das Badgasteiner Jahr. Residenz Verlag
- 1959. Jedermanns Stadt. Residenz Verlag
- 1961. Geliebtes Land. Residenz Verlag
- 1967. Schöne Sachen. Bäuerliches Brauchgut. Residenz Verlag
- 1968. Der ländliche Lebenskreis. Residenz Verlag

## Ausstellungen
- 2021 – Josef Dapra – Das fotografische Werk. FOTOHOF archiv, Salzburg.[9]

## Sekundärliteratur
- Josef Dapra. Das fotografische Werk. mit Texten von Kurt Kaindl, Stefanie Pirker. FOTOHOF edition. Salzburg, 2021. ISBN 978-3-903334-34-2

## Weitere Quellen
Ausführliches Gespräch mit Josef Dapra über Biografie, Osttirol, seine Arbeit und Einflüsse in:
- 1981 thurntaler[10]. Ausgabe: 5/81. Zeitschrift herausgegeben von Alpenfest – Hochpustertaler Arbeitsgemeinschaft für Kultur / Johann Trojer. Außervillgraten.